# Morum matthewsi
Morum matthewsi is een slakkensoort uit de familie van de Harpidae. De wetenschappelijke naam van de soort is voor het eerst geldig gepubliceerd in 1967 door Emerson.